# Анджело Перуцці
Анджело Перуцці (італ. Angelo Peruzzi, * 16 лютого 1970, Блера) — колишній італійський футболіст, воротар. По завершенні ігрової кар'єри — футбольний тренер. Наразі входить до тренерського штабу молодіжної збірної Італії.
Як гравець насамперед відомий виступами за клуби «Ювентус» та «Лаціо», а також національну збірну Італії.
Триразовий чемпіон Італії. Триразовий володар Кубка Італії. Триразовий володар Суперкубка Італії з футболу. Володар Кубка УЄФА. Переможець Ліги чемпіонів УЄФА. Володар Суперкубка УЄФА. Володар Міжконтинентального кубка. У складі збірної — чемпіон світу.

## Клубна кар'єра
Вихованець футбольної школи клубу «Рома». Дорослу футбольну кар'єру розпочав 1987 року в основній команді того ж клубу, в якій провів два сезони, взявши участь у 13 матчах чемпіонату. Сезон 1989–90 провів в оренді у клубі «Верона», після чого повернувся до «Роми», у складі якої, разом з Андреа Карневале відбув рік дискваліфікації після виявлення у крові заборонених хімічних препаратів в результаті допінг-тесту.
Привернув увагу представників тренерського штабу клубу «Ювентус», до складу якого приєднався 1991 року, а вже з сезону 1992–93 став основним воротарем команди. Відіграв за «стару синьйору» вісім сезонів своєї ігрової кар'єри. Більшість часу, проведеного у складі «Ювентуса», був основним голкіпером. Відзначався досить високою надійністю, пропускаючи в іграх чемпіонату в середньому менше одного голу за матч. За цей час додав до переліку своїх трофеїв три титули чемпіона Італії, знову ставав володарем Кубка Італії, володарем Кубка УЄФА, переможцем Ліги чемпіонів УЄФА, володарем Суперкубка УЄФА, володарем Міжконтинентального кубка.
В сезоні 1999–00 захищав кольори команди клубу «Інтернаціонале», а 2000 року перейшов до римського «Лаціо», за який відіграв 7 сезонів. Граючи у складі «Лаціо» також здебільшого виходив на поле в основному складі команди. За цей час додав до переліку своїх трофеїв ще один титул володаря Кубка Італії. Завершив професійну кар'єру футболіста виступами за римську команду у 2007 році.

## Виступи за збірну
1995 року дебютував в офіційних матчах у складі національної збірної Італії. Протягом кар'єри у національній команді, яка тривала 12 років, провів у формі головної команди країни 31 матч, пропустивши 17 голів. У складі збірної був учасником чемпіонату Європи 1996 року в Англії, чемпіонату Європи 2004 року у Португалії, а також чемпіонату світу 2006 року у Німеччині, здобувши того року титул чемпіона світу.

## Кар'єра тренера
Розпочав тренерську кар'єру невдовзі по завершенні кар'єри гравця, 2008 року, увійшовши до тренерського штабу національної збірної Італії.
З 2010 року входить до тренерського штабу молодіжної збірної Італії.
| Дата       | Місто             | Господарі         | Результат | Гості                | Турнір             | Голи | Примітки         |
| ---------- | ----------------- | ----------------- | --------- | -------------------- | ------------------ | ---- | ---------------- |
| 25/03/1995 | Салерно           | Італія            | 4 – 1     | Естонія              | Відбір до ЧЄ 1996  | -1   |                  |
| 29/03/1995 | Київ              | Україна           | 0 – 2     | Італія               | Відбір до ЧЄ 1996  | -    |                  |
| 06/09/1995 | Удіне             | Італія            | 1 – 0     | Словенія             | Відбір до ЧЄ 1996  | -    |                  |
| 11/11/1995 | Барі              | Італія            | 3 – 1     | Україна              | Відбір до ЧЄ 1996  | -1   |                  |
| 15/11/1995 | Реджо-нель-Емілія | Італія            | 4 – 0     | Литва                | Відбір до ЧЄ 1996  | -    |                  |
| 24/01/1996 | Терні             | Італія            | 3 – 0     | Уельс                | товариський матч   | -    | замінений на '45 |
| 29/05/1996 | Кремона           | Італія            | 2 – 2     | Бельгія              | товариський матч   | -2   |                  |
| 01/06/1996 | Будапешт          | Угорщина          | 0 – 2     | Італія               | товариський матч   | -    | замінений на '45 |
| 11/06/1996 | Ліверпуль         | Росія             | 1 – 2     | Італія               | ЧЄ 1996 - 1-й етап | -1   |                  |
| 14/06/1996 | Ліверпуль         | Чехія             | 2 – 1     | Італія               | ЧЄ 1996 - 1-й етап | -2   |                  |
| 19/06/1996 | Манчестер         | Німеччина         | 0 – 0     | Італія               | ЧЄ 1996 - 1-й етап | -    |                  |
| 22/01/1997 | Палермо           | Італія            | 2 – 0     | Північна Ірландія    | товариський матч   | -    |                  |
| 12/02/1997 | Лондон            | Англія            | 0 – 1     | Італія               | Відбір до ЧС 1998  | -    |                  |
| 29/03/1997 | Трієст            | Італія            | 3 – 0     | Молдова              | Відбір до ЧС 1998  | -    |                  |
| 02/04/1997 | Хожув             | Польща            | 0 – 0     | Італія               | Відбір до ЧС 1998  | -    |                  |
| 30/04/1997 | Неаполь           | Італія            | 3 – 0     | Польща               | Відбір до ЧС 1998  | -    |                  |
| 04/06/1997 | Нант              | Італія            | 0 – 2     | Англія               | товариський турнір | -2   |                  |
| 10/09/1997 | Тбілісі           | Грузія            | 0 – 0     | Італія               | Відбір до ЧС 1998  | -    |                  |
| 11/10/1997 | Рим               | Італія            | 0 – 0     | Англія               | Відбір до ЧС 1998  | -    |                  |
| 15/11/1997 | Неаполь           | Італія            | 1 – 0     | Росія                | Відбір до ЧС 1998  | -    |                  |
| 28/01/1998 | Катанія           | Італія            | 3 – 0     | Словаччина           | товариський матч   | -    |                  |
| 22/04/1998 | Парма             | Італія            | 3 – 1     | Парагвай             | товариський матч   | -    | замінений на '45 |
| 05/09/1998 | Ліверпуль         | Уельс             | 0 – 2     | Італія               | Відбір до ЧЄ 2000  | -    |                  |
| 18/11/1998 | Салерно           | Італія            | 2 – 2     | Іспанія              | товариський матч   | -2   |                  |
| 16/12/1998 | Рим               | Італія            | 6 – 2     | Зірки світу          | товариський матч   | -2   | замінений на '45 |
| 10/02/1999 | Піза              | Італія            | 0 – 0     | Норвегія             | товариський матч   | -    |                  |
| 28/04/2004 | Генуя             | Італія            | 1 – 1     | Іспанія              | товариський матч   | -1   | вийшов на '46    |
| 08/06/2005 | Торонто           | Італія            | 1 – 1     | Сербія та Чорногорія | товариський матч   | -1   |                  |
| 03/09/2005 | Глазго            | Шотландія         | 1 – 1     | Італія               | Відбір до ЧС 2006  | -1   |                  |
| 07/09/2005 | Мінськ            | Білорусь          | 1 – 4     | Італія               | Відбір до ЧС 2006  | -1   |                  |
| 08/10/2005 | Палермо           | Італія            | 1 – 0     | Словенія             | Відбір до ЧС 2006  | -    |                  |
| Усього     |                   | Матчів (86 місце) | 31        |                      | Голів              | -17  |                  |

## Титули і досягнення

### Командні
- Чемпіон Італії (3):

«Ювентус»: 1994–95, 1996–97, 1997–98
- Володар Кубка Італії (3):

«Рома»: 1990–91
«Ювентус»: 1994–95
«Лаціо»: 2003–04
- Володар Суперкубка Італії з футболу (3):

«Ювентус»: 1995, 1997
«Лаціо»: 2000
- Володар Кубка УЄФА (1):

«Ювентус»: 1992–93
- Переможець Ліги чемпіонів УЄФА (1):

«Ювентус»: 1995–96
- Володар Суперкубка УЄФА (1):

«Ювентус»: 1996
- Володар Міжконтинентального кубка (1):

«Ювентус»: 1996
- Чемпіон світу (1): 2006
- Чемпіон Європи (U-21): 1992

### Особисті
- Найкращий воротар року в Італії: (3)

1997, 1998, 2007
- Футболіст року в Італії (Guerin Sportivo) (1):

1997